# Capel (Surrey)
Pour les articles homonymes, voir Capel.
Capel est un village et une paroisse civile situé dans le comté du Surrey en Angleterre. En 2011, sa population était de 3 832 habitants.

## Traduction
- (en) Cet article est partiellement ou en totalité issu de l’article de Wikipédia en anglais intitulé « Capel, Surrey » (voir la liste des auteurs).